# Conothele trachypus
Conothele trachypus là một loài nhện trong họ Ctenizidae.
Loài này thuộc chi Conothele. Conothele trachypus được miêu tả năm 1908 bởi Wladislaus Kulczynski.